# 川保天骨
川保 天骨（かわほ　てんこつ、1970年 - ）は、雑誌・書籍編集者、著作家、写真家、空手家、音楽・映像プロデューサー。株式会社オルタナエンターテイメント元代表取締役。福岡県立小倉東高等学校、大東文化大学卒業。

## 人物
編集プロダクション・ラッシュの編集兼カメラマンを経て1999年独立。雑誌編集、音楽、映像コンテンツの制作会社、株式会社ギョクモンエンターテイメントを2001年に設立。株式会社オルタナエンターテイメントに改称後、オルタナパブリッシング、ドラゴンフィルムなどのメディア事業を展開。
飲食店経営などを経て2019年7月に株式会社オルタナエンターテイメントを解散。2019年8月より一般財団法人国際真武士道財団の理事に就任。道義出版を立ち上げ出版活動を開始。2021年9月財団理事を退任。一般社団法人日本民間防衛連合会の立ち上げに関り、事務局長に就任。2025年6月より田中光四郎により立ち上げられた一般社団法人日本護身術普及協会の監事に就任。
株式会社解散後は社会活動に活動の場を移す。

## 来歴
- 1988年 高校卒業後、上京。大道塾総本部に入門。
- 1990年 90北斗旗空手道選手権大会（無差別級）5位入賞[5]。
- 1992年 株式会社スタジオアール及び「スタジオ弾」のカメラアシスタントとして働く。
- 1993年 編集プロダクション有限会社ラッシュにカメラマン・編集者として入社。これ以降、川保天骨を名乗る。
- 同年 '93北斗旗空手道選手権大会（体力別・中量級）優勝。決勝の対戦相手は飯村健一。この年、ムエタイのリングに上がるも敗北を期す。
- 1994年 '94北斗旗空手道選手権（体力別・中量級）準優勝。この年、雑誌『フルコンタクトKARATE』の企画「日・タイ5対5マッチ」でタイに渡り、大将としてムエタイのリングに上がるも再び敗北を期す。これ以降、格闘技の試合には出場していない[6]。
- 1997年 ドゥームロックバンド太陽肛門のベースとヴォーカルを担当。和製ドゥームロックを標榜したトリオ編成のバンドだった。オリジナルアルバム3枚、新曲を含めた2枚組のコンピレーションアルバム『SKULL Alcoholic/ The Complete Solar Anus』をアメリカのインディーズレーベル『tUMULt』から発表。Solar Anusという英語名での海外プロモーションを積極的に行う。[7]
- 1999年 編集プロダクション・ラッシュにおける6年の勤務を経てフリーカメラマンとして独立。格闘技、グラビア、アイドル、サブカル系雑誌で活躍。10月、映画監督中野貴雄の女相撲興行と太陽肛門のフランス・パリでのカップリングツアーを敢行。2度のクラブイベント、路上ライブを成功させる[8]。
- 2000年　フルコンタクトKARATE、格闘Kマガジン、BUDO-RAなどの格闘技雑誌のカメラマン、ライターを担当。数多くの武道家、格闘家を撮影、取材。真樹日佐夫著のすてごろ懺悔の写真撮影[9]。
- 2001年 株式会社ギョクモンエンターテイメント設立。法人化後、初の出版物として、映画やドラマのヒロインに焦点をあてた『ヒロイン危機一髪』を創刊。同時にヒロインジャンルの情報サイト『ヒロインメディア』を開設。現在はＤＶＤレーベルとしてヒロインジャンルに特化したコンテンツの制作・流通・販売を行う。
- 2008年 映画、テレビ、マンガ、音楽、書籍、アート、フィギアの中に宿るドラゴン的精神＜ドラゴンスピリット＞の追及を標榜したドラゴンスピリッツを朝日新聞出版より出版。このＤＶＤムックにはミスターBOO!のマイケル・ホイ、リッキー・ホイ、サミュエル・ホイのホイ3兄弟に加え、日本ではその存在があまり知られていないスタンレー・ホイのインタビューが同時掲載され話題になった。このドラゴンスピリッツの出版とリンクする形でポータルサイト『ドラゴンメディア』[10]を開設。このサイトから派生する形でＤＶＤレーベル『ドラゴンフィルム』を設立した。ブルース・リー関連のドキュメンタリー番組や伝記映画などをリリース。
- 2010年 最強最悪の映像レーベルを標榜するDEATH TRIP FILMを設立。NECROPHAGIA（ネクロフェイジア）の幻の発禁ＤＶＤ『ネクロフェイジア 殺人遊戯 ～Through Eye Of The Dead～』を発売。11月には現代野獣派ダンディズムのブルータルマガジン『ペキンパー』を創刊。
- 2014年　『ドラゴンスピリッツ』（朝日新聞出版）の後継誌として『ドラゴン魂』（オルタナパブリッシング）を創刊[11]。
- 2014年　東京・阿佐谷にてオルタナスタジオをオープン。武道研究会の龍魂会 を発足[12]。
- 2018年 『ドラゴン魂２』（オルタナパブリッシング）を出版。表紙巻頭に黒崎健時をフューチャーしたムック。特集では外国人初　タイ国ラジャダムナンスタジオ認定ライト級王者　藤原敏男をインタビュー[13]。
- 2017年　倒産した福昌堂の版権・編集素材・資料を取得。この中にはかつて自身が関わった月刊空手道やフルコンタクトKarate誌なども含まれていた。
- 2019年7月に株式会社オルタナエンターテイメントを解散。政治団体　巌の会立ち上げ。「このまま行ったら日本はなくなって、その代わりに、無機的な、からっぽな、ニュートラルな、中間色の、富裕な、抜け目がない、或る経済大国が極東の一角に残るのであろう」三島由紀夫先生の予言を引用し、社会活動家としての方向性を公表する。[14]
- 2021年9月一般社団法人 日本民間防衛連合会の設立に携わる[15]。
- 2022年2月 YOUTUBEチャンネル日本再生TV立ち上げに携わる。「日本人の利他の精神が世界を救う」をテーマに、日本人による、日本人のための、日本人の政治を取り戻すための番組です」とのコンセプトを掲げ社会問題、教育問題、国際問題に関する配信を行う[16]。
- 2023年5月 『真武士道』（道義出版）創刊。「憂国オピニオン誌」を謳い頭山満を表紙・巻頭で特集[17]。
- 2024年1月より大道塾　広報部　部長に就任。WEBマガジン『大道無門』[18]と大道塾公式YOUTUBEチャンネル『大道無門』[19]をスタートさせた。

## 関連出版物
- フルコンタクトKarate
- 月刊空手道
- 格闘Kマガジン
- BUDO-RA
- Google Earthで偵察！世界の機密基地
- Quick Japan
- 漫画実話ナックルズ
- すてごろ懺悔 あばよ、青春
- マッキーに聞け!
- 週刊実話

## 出版
- ムショメシ
- ヒロイン危機一髪
- ヒロインステーション
- ヒロインコロシアム
- ドラゴンスピリッツ
- COSPLEX
- ブルース・リー思想解析
- ブルース・リーの実像
- ブルース・リー哲理解析
- Regards from BRUCE LEE - Seattle -Vol.1『ブルース・リーからの手紙～シアトル編～』
- ペキンパー
- 居酒屋　竜ちゃん
- ゴジラの中は ある怪獣バカの足型
- Vintage and Evil ヴィンテージ・アンド・イーヴル
- 健康腸寿　乳酸菌の力
- 武道気功　私の「立禅」修行
- 激情　わが朝鮮、わが韓国、わが日本
- ハゲ・バイブル　ハゲを逞しく生きる
- 沖縄から発信する新しい福祉
- 仕末に困る人　西郷吉之助
- ドラゴン魂
- 大道塾40年、空道20年の歩み
- ドラゴン魂2
- 新・空手道　-不定期刊行物
- 真武士道　-不定期刊行物
- 士魂の系譜　義に生きた男　添野義二伝

## 映像
- バトルヒロイン倶楽部VOL1　4大ヒロイン大集合　（2008）-撮影・プロデュース
- ネクロフェイジア　殺人遊戯　～Through　Eye　Of　The　Dead～（2002）-プロデュース
- 太陽肛門/諸君！幻覚剤を服用すべし！　太陽肛門の最悪映像集（2010）-撮影・プロデュース
- 世界最悪バンド　The Mentors/ ザ・キング　オブ・レイプ・ロック！（2010）-プロデュース
- ザ・スタント　激突！カースタント日米決戦！（原題　Daredevil Drivers)（2013）-プロデュース
- 太陽肛門/最凶デストリップ　太陽肛門未発表映像集（2013）
- フェルナンド・アラバール初期作品集-プロデュース
- 格闘技殿堂（2018）-撮影・プロデュース
- 士道館中東を征く！空手家　添野義二の海外遠征密着！（2019）-撮影・プロデュース
- 北斗旗　第5回世界空道選手権大会（2019）-撮影・プロデュース
- 菊川結衣のキセキ　～女子空手の小さな巨人～（2020）-撮影・プロデュース
- 古流居合、江戸無外流のすべて！！　初級編　3級から初段まで（2020）-撮影・プロデュース
- 少林流空手今野塾二十周年記念　沖縄伝統空手演武会（2020）
- 動禅　～病魔に負けない動禅気功腹式呼吸法　～　（2022）-撮影・プロデュース